# Serge Gainsbourg
Serge Gainsbourg, nome artístico de Lucien Ginzburg (Paris, 2 de abril de 1928 – Paris, 2 de março de 1991), foi um músico, cantor, ator, diretor, pintor, poeta e compositor francês. Famoso por ser uma das figuras mais importantes da música popular francesa, ele era frequentemente famoso pelos seus trabalhos provocativos e escandalosos. Também era conhecido por ser um artista talentoso que trabalhou com diversos gêneros da música, tais como jazz, mambo, rock and roll, reggae, disco, new wave, pop e yé-yé e funk. Gainsbourg tinha um estilo musical único e individualista difícil de categorizar. Escreveu canções para diversos intérpretes, dentre os quais destacam-se Juliette Gréco, Françoise Hardy, France Gall, Brigitte Bardot, Jacques Dutronc, Catherine Deneuve, Alain Chamfort, Alain Bashung, Anna Karina, Isabelle Adjani, Vanessa Paradis e para sua esposa Jane Birkin, mãe da sua filha Charlotte Gainsbourg. Além de sua carreira como cantor e compositor, dirigiu filmes ("Je t'aime moi non plus", por exemplo) e escreveu um romance ("Evgeni Sokolov")

## Biografia
Nascido em Paris, Gainsbourg era filho de migrantes judeus-ucranianos, que fugiram para França após a Revolução Russa de 1917. Joseph Ginsburg, seu pai, era músico de formação clássica, cujo trabalho era tocar piano em cassinos e cabarés da cidade luz. Este ensinou os seus filhos, Lucien e a sua irmã gêmea Liliane, a tocar piano.
A infância de Gainsbourg foi profundamente afetada pela ocupação da França pela Alemanha Nazista na Segunda Guerra Mundial. A estrela amarela, usada como símbolo para identificar judeus, assombrou o jovem Lucien Ginsburg, e somente anos mais tarde ele foi capaz de usar o símbolo e as experiências vividas como inspiração criativa para a sua obra.
Durante a ocupação alemã, a família judia foi capaz de se mudar de Paris para Limoges, viajando com documentos falsos. Limoges estava na zona livre sob a administração do governo de Vichy, porém a mesma era ainda um refúgio perigoso para os judeus. Após a guerra, Lucien conseguiu trabalho ensinando música e pintando em uma escola fora de Páris, em Mesnil-Le-Roi. A escola foi criada sob supervisão dos rabinos locais, para as crianças órfãs de deportados assassinados. Aqui escutou relatos nazistas sobre perseguição e genocídio. 

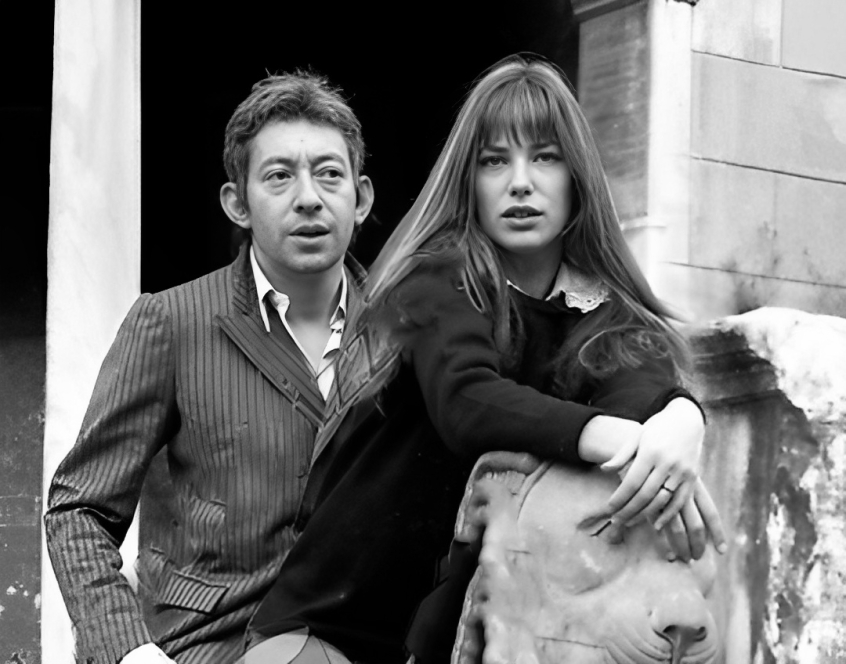
Serge e Jane Birkin nos anos 1970.

Até os trinta anos, Serge Gainsbourg ganhava a vida com pequenos empregos. É, entre outras coisas, professor de desenho, professor de canto, supervisor, mas sua principal atividade é a pintura. Em 1954, ele abandonou a boêmia para se tornar cantor de piano bar nos cassinos das cidades costeiras. Ele tem uma revelação ao ver, no cabaré Boris Vian que escreve e interpreta textos provocativos, engraçados e cínicos.
Seu primeiro álbum Du chant à la une!…, lançado em 1958, que contém Le Poinçonneur des Lilas, seu primeiro sucesso aclamado, impressionou, mas foi um fracasso comercial.
Os álbuns seguintes (nº 2 em 1959, L'étonnant Serge Gainsbourg em 1961 e nº 4 em 1962) tiveram o mesmo destino de seu primeiro álbum. No entanto, Gainsbourg teve seu primeiro sucesso comercial em 1960, com o single L'eau à la bouche (música-título do filme de mesmo nome), que vendeu 100 mil cópias.

## Morte e legado

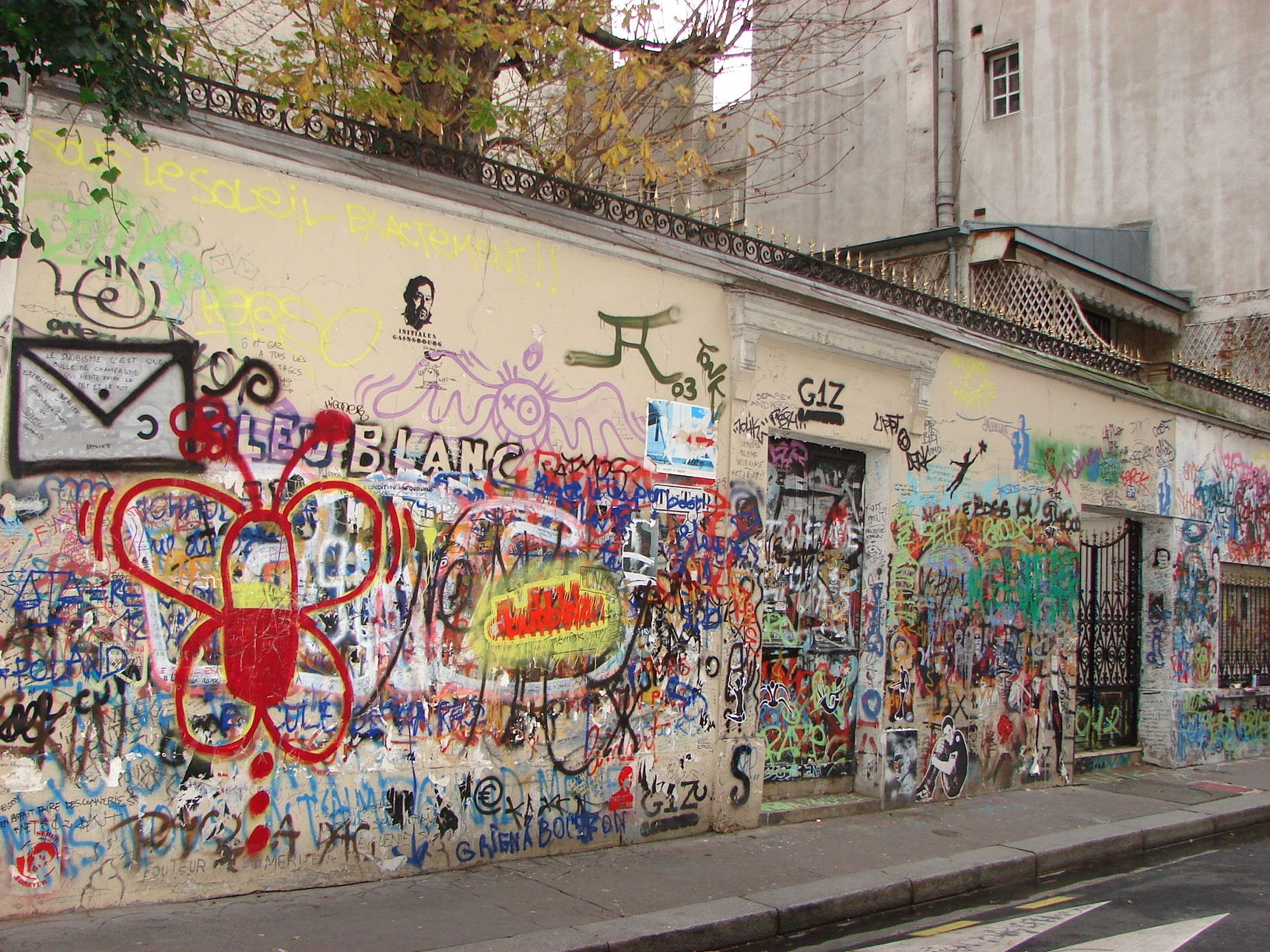
Casa em Paris

Fumante inveterado, alcoólatra assumido, Gainsboug previu, numa entrevista ao jornal francês Libération, que morreria do coração em 1990. Errou por pouco, em 2 de março de 1991, morreu de ataque cardíaco. Foi sepultado na seção judaica do cemitério Montparnasse em Paris. O presidente francês, François Mitterrand disse sobre ele na ocasião "Ele foi nosso Baudelaire, nosso Apollinaire... Ele elevou a música ao nível de arte".
Sua casa, na Rua de Verneuil, no 7.º arrondissement de Paris é um endereço bem conhecido, frequentemente é coberta por grafitis e poemas. Em 2023 abriu como museu.
Desde sua morte, a música de Gainsbourg tem alcançado status de lendária na França. Ele também têm ganhado seguidores no mundo da língua inglesa, com inúmeros artistas influenciados pelo seus arranjos.

## Discografia
- 1958: Du Chant à la Une!
- 1959: N°2
- 1961: L'Étonnant Serge Gainsbourg
- 1962: N°4
- 1963: Gainsbourg Confidentiel
- 1964: Gainsbourg Percussions
- 1967: Anna (trilha sonora)
- 1968: Bonnie & Clyde (com Brigitte Bardot)
- 1968: Initials B.B. (com Brigitte Bardot)
- 1968: Jane Birkin & Serge Gainsbourg
- 1971: Histoire de Melody Nelson
- 1973: Vu de l'Extérieur
- 1975: Rock Around the Bunker
- 1976: L'Homme à Tête de Chou
- 1979: Aux Armes et Cætera (Versão Reggae da Marseillaise)
- 1980: Enregistrement Public au Théâtre le Palace
- 1981: Mauvaises Nouvelles des Étoiles
- 1984: Love on the Beat
- 1985: Serge Gainsbourg Live (Casino de Paris)
- 1987: You're Under Arrest
- 1988: Le Zénith de Gainsbourg
- 1989: De Gainsbourg à Gainsbarre (coletânea, Coffret 9 CDs)
- 2001: Gainsbourg Forever (caixa integral)
- 2001: Le Cinéma de Gainsbourg (caixa com 3 CDs)

## Biografias
- 1994: Gilles Verlant & Isabelle Salmon, Gainsbourg Et Caetera 2000: Gilles Verlant, Gainsbourg 2004: Serge Gainsbourg - Um Punhado de Gitanes

## Filmografia

### Como diretor
- 1976: Je t'aime... moi non plus
- 1981: Le Physique et le figuré (court-métrage)
- 1983: Équateur
- 1986: Charlotte for Ever
- 1990: Stan the Flasher

### Como ator
- 1959: Voulez-vous danser avec moi ??
- 1961: La Révolte des Esclaves
- 1961: Sansone
- 1962: Hercule se déchaîne
- 1963: Strip-Tease
- 1966: Le Jardinier d'Argenteuil, de Jean-Paul Le Chanois
- 1967: Toutes folles de lui
- 1967: Estouffade à la Caraïbe
- 1967:  Trilha sonora da sua comédia musical Anna
- 1968: L'Inconnu de Shandigor
- 1968: Vivre la nuit
- 1968: Le Pacha, de Georges Lautner
- 1968: Ce sacré grand-père
- 1969: Erotissimo
- 1969: Slogan, de Pierre Grimblat
- 1969: Les Chemins de Katmandou, de André Cayatte
- 1969: Mister Freedom, de William Klein
- 1969: Paris n'existe pas, de Robert Benayoun
- 1970: Cannabis, de  Pierre Koralnik
- 1971: Le Voleur de Chevaux, de Abraham Polonsky
- 1971: Le Traître ?
- 1972: Trop jolies pour être honnêtes
- 1972: La dernière violette
- 1974: Les Diablesses
- 1975: Sérieux comme le plaisir
- 1980: Je vous aime, de Claude Berri

### Curta-metragens eclips
- 1981: Le Physique et le figuré
- 1982: Marianne Faithfull
- 1982: Scarface
- 1984: Renaud, Morgane de toi
- 1985: Total
- 1985: Bubble gum
- 1985: Serge et Charlotte Gainsbourg, Lemon Incest
- 1986: Indochina, Tes yeux noirs
- 1987: Springtime in Bourges
- 1987: Charlotte Gainsbourg, Charlotte For Ever
- 1990: Jane Birkin, Amours des feintes

## Prêmios
- 1996: César da melhor música (a título póstumo) pelo filme « Élisa » de  Jean Becker (1994)
- 1965: Ganha o Concours Eurovision de la chanson pela música « Poupée de cire, poupée de son » interpretada por France Gall, que concorre pelo Luxemburgo. Segundo lugar em 1990 com « White and black blues » interpretada por Joëlle Ursull (França) e quinto em 1965 com « Boum-badaboum » interpretada por Minouche Barelli (Monte-Carlo).